# Hongkong-Komitee

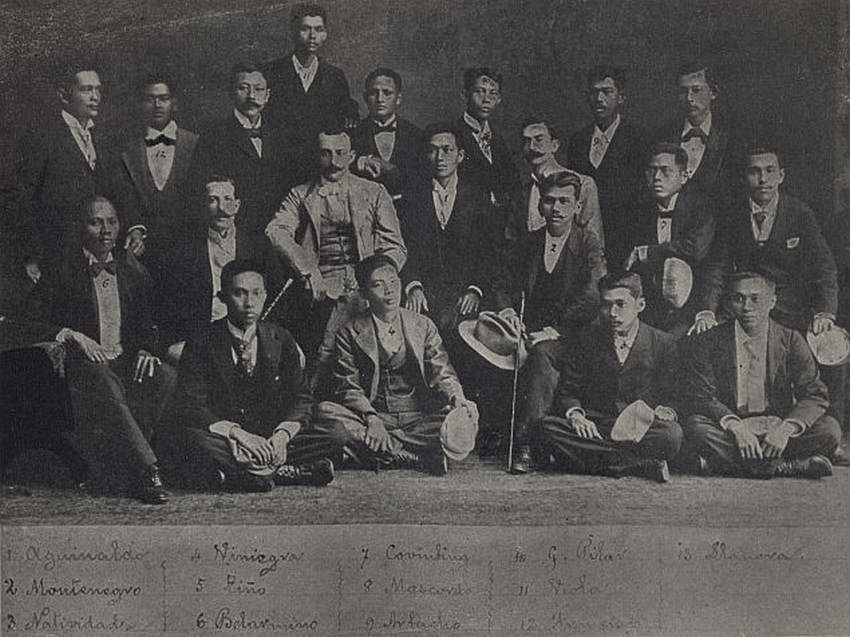
Die Mitglieder der Hongkong-Komitees, darunter Gregorio del Pilar und Agustín de la Rosa

Das Hongkong-Komitee (englisch Hong Kong Junta) war eine Organisation von Exil-Filipinos, die von 1898 bis 1903 bestand. Die Mitglieder sahen ihre Aufgabe darin, die Philippinische Revolution von 1896 bis 1898 und den Unabhängigkeitskampf der Ersten Philippinischen Republik während des Philippinisch-Amerikanischen Krieges (1899 bis 1902) zu unterstützen. Das Komitee wurde am 4. Mai 1898 in Hongkong zur Unterstützung von Emilio Aguinaldo gegründet, der nach dem Vertrag von Biak-na-Bato und der Auflösung der Republik von Biak-na-Bato zusammen mit 35 weiteren Revolutionären ins Exil nach Hongkong ging. Die Organisation wurde am 31. Juli 1903 nach dem Tod von Apolinario Mabini aufgelöst.

## Geschichte
Die Organisation hatte diverse Vorgänger, die bereits nach der Exekution des Gomburza-Trios 1872 von Exil-Filipinos ins Leben gerufen worden waren. Viele Mitglieder der Illostrados-Bewegung verließen damals die Philippinen. Einer von ihnen war Jose Maria Basa, der sich 1874 in Hongkong niederließ. Er gründete im Dezember 1896 zusammen mit Esteban De Ocampo und Felipe Agoncillo das Filipino Revolutionary Committee, welches sich zur Aufgabe setzte, die Revolution auf den Philippinen zu unterstützen. Sie sammelten Geld, Materialien und auch Waffen. Als Aguinaldo am 31. Dezember 1897 auf dem britischen Dampfer Uranus eintraf, nahm man Kontakt mit ihm auf und bot entsprechende Hilfe für den Aufenthalt an. Als im Februar 1898 klar wurde, dass die Spanier sich nicht an das Abkommen von Biak-na-Bato halten würden, wurde ein Dokument ausgearbeitet, das den Namen “La Junta Patriotica” trug und diesmal die Forderung nach der Unabhängigkeit von Spanien enthielt. Dieses wurde im April von den Revolutionären verabschiedet, und man nahm Kontakt auf zu den Repräsentanten der Vereinigten Staaten in Hongkong und Singapur auf. Man kam zu einer Übereinkunft, wonach die USA die Revolution unterstützen würde und eine unabhängige Republik der Philippinen entstehen konnte.
Nach dem Zusammentreffen von Aguinaldo mit dem amerikanischen Botschafter in Singapur am 7. Mai kehrte der General auf die Philippinen zurück, wo er am 12. Juni die Unabhängigkeit der Philippinen von Spanien erklärte, was jedoch von den USA wiederum nicht anerkannt wurde. Die Aufgabe des Hongkong-Komitees bestand darin Veröffentlichungen über die Lage auf den Philippinen zu verbreiten, internationale Kontakte zu knüpfen sowie Geld und Waffen für den Unabhängigkeitskampf zu beschaffen. Es bestanden Verbindungen zwischen dem Hongkong-Komitee und der American Anti-Imperialist League in den USA, deren bekanntester Vertreter Samuel Langhorne Clemens, alias Mark Twain, war. Er unterstützte den Unabhängigkeitskampf der Filipinos in den USA medial. Nach der Gründung der ersten philippinischen Republik wurde vom Komitee auch versucht, Esteban de Ocampo zum US-Kongress zu entsenden, wo er jedoch nicht empfangen wurde. Der Unabhängigkeitskampf der Filipinos wurde international lediglich als Aufstand gegen die nun neue Kolonialmacht USA angesehen und deshalb auch meist nicht wahrgenommen.

## Auflösung des Komitees
Die USA entsandten William Howard Taft im Jahr 1901 auf die Philippinen, und damit wurden diese rekolonialisiert, diesmal durch die USA. Das Hongkong-Komitee agierte trotz der Niederlagen der Jahre 1899/1900 und der Gefangennahme von Aguinaldo in Palanan 1901 weiter und unterstützte die Fortführung des Kampfes der verbliebenen philippinischen Streitkräfte. Nach der Aufgabe von General Malvar 1902 informierte das Hongkong-Komitee die Weltöffentlichkeit über die Gräueltaten der US-Armee, jedoch wurde das Komitee am 31. Juli 1903 offiziell aufgelöst.

## Trivia
Am Morrison Hill, nahe dem Queen Elizabeth Stadium, an der Queens Road East, im Stadtteil Wan Chai, wurde eine Gedenktafel für die bedeutende Rolle der Stadt von der Denkmalverwaltung der Stadt Hongkong aufgestellt. In Hongkong entstand auch die erste Flagge der Philippinen. Sie wurde von Doña Marcela Marino de Agoncillo genäht, Ehefrau von Felipe Agoncillo, die sie mit Hilfe ihrer Tochter Lorenza und mit Unterstützung von Doña Delfina Herbosa de Natividad, einer Nichte des Reformationsführers José Rizal, fertigte. Sie wurde am 12. Juni 1898 in Kawit bei der Proklamation der Unabhängigkeit gehisst.